# Galas del sábado
Galas del sábado va ser un programa de varietats espanyol estrenat en 1968 en TVE dirigit per Fernando García de la Vega i presentat per Joaquín Prat i Laura Valenzuela. Va començar el 12 d'octubre de 1968 amb un programa especial dedicat al Dia de la Hispanitat, va durar dues temporades i es va acomiadar en 1970.

## Format
Responia al clàssic format de programa d'entreteniment i varietats, amb especial atenció a la cançó i l'humor, i comptant amb un cos de ball propi. En l'èxit del programa va influir la personalitat de la parella de presentadors i la complicitat entre ells que, davant la pantalla, van aconseguir transmetre, lluny de l'estil enrederat imperant en l'època.

## Convidats
Pel plató van passar gran part dels grans cantants nacionals (Karina, Marisol, Rosa Morena, Los Brincos, Los Payos, Los Bravos, Mocedades, Marifé de Triana, El Dúo Dinámico, Rocío Dúrcal, María Dolores Pradera, Antonio Molina, Lola Flores, Luis Aguilé, Miguel Ríos, Jaime Morey) i internacionals (Mina Mazzini, Iva Zanicchi, Mireille Mathieu, Lulu, Salvatore Adamo, Patty Pravo) i famosos humoristes com Tony Leblanc, Miguel Gila, Andrés Pajares o els Hermanos Calatrava, entre moltíssims altres, intercalant les seves actuacions musicals amb diversos gags. Va ser a més l'escenari del duo humorístic que faria gran fortuna la següent dècada Tip i Coll.
En una de les emissions es va comptar, a més, amb decorats dissenyats pel cèlebre dibuixant Antonio Mingote.

## Noches de Gala
El programa va començar a gravar-se el 12 de setembre al cinema Europa de Madrid (carrer Bravo Murillo 160), transformat en un plató.
El 2 d'octubre de 1993, es va estrenar a La 1 de TVE el programa Noches de gala. Aquest programa en realitat va ser una tercera temporada de 'Galas del sábado, tal com es va dir durant l'emissió del primer programa, si bé va canviar el títol original dels '60 al nou perquè s'emetria els dilluns i el genèric Noches de gala seriosa vàlid per a qualsevol dia d'emissió, en el cas que la llavors emergent contraprogramació l'exigís. Joaquín Prat va repetir en les labors de presentació, però Laura Valenzuela - que en aquell moment treballava per a la cadena rival Telecinco - va ser substituïda per Miriam Díaz-Aroca. Va estar dirigit per Luis Sanz.
Per a donar al teleespectador la seguretat i la confirmació que aquesta nova emissió era una continuació de Galas del sábado, es va repetir també el mateix decorat de vint anys abans i es va mantenir l'essència, l'estil i la forma de presentar de les anteriors temporades.
A més, per a donar més èmfasi a aquesta continuació, a més del desplegament publicitari en premsa, revistes i televisió anunciant el retorn de Galas del sábado, durant la seva primera emissió es va emetre un reportatge sobre la seva anterior presentadora, Laura Valenzuela (sic) i se li va donar la benvinguda a Miriam Díaz-Aroca com a nova presentadora.
L'espai no va estar a l'altura de les expectatives que s'havien generat, amb uns índexs d'audiència que se situaven prop de la meitat del seu directe competidor VIP Noche. En novembre de 1993 va estar algunes setmanes sense emetre's i, finalment, en febrer de 1994 la parella de presentadors fou substituïda per Paco Valladares i la cantant María Vidal, i retardant l'emissió fins a les 23'30.
Entre els artistes i còmics que van desfilar pel plató del programa, s'inclouen els següents:
- Alejandra Guzmán
- Alejandro Sanz
- Amistades Peligrosas
- Ana Belén
- Angelo Branduardi
- Antonio Canales
- Antonio Carbonell
- Azúcar Moreno
- Bárbara Rey
- Belinda Carlisle
- Betty Missiego
- Bryan Ferry
- Carlos Acuña
- Carlos Vives
- Carmen Flores
- Carmen Linares
- Charo Reina
- Concha Márquez Piquer
- Conchita Bautista
- Dolores Abril
- Dyango
- El Consorcio
- El Fary
- Encarnita Polo
- Esperanza Roy
- Eternal
- Eva Santamaría
- Fedra Lorente
- Francisco
- Gemma Cuervo
- Gipsy Kings
- Gloria Estefan
- Godoy
- Gracia Montes
- Isabel Serrano
- Jeanette
- José Guardiola
- José Luis Perales
- José Manuel Soto
- Juan Luis Guerra
- Juanito Valderrama
- Karina
- La Década Prodigiosa
- Lola Flores
- Lolita Sevilla
- Los Calis
- Los Diablos
- Los Ronaldos
- Los Tres Sudamericanos
- Luis Aguilé
- Malevaje
- Marcos Llunas
- María Dolores Pradera
- María Kosty
- Marifé de Triana
- Marta Sánchez
- Massiel
- Michael Nyman
- Micky
- Miguel Gila
- Mikel Herzog
- Montserrat Caballé
- Natalie Cole
- Norma Duval
- OBK
- Paquita Rico
- Paco de Lucía
- Perlita de Huelva
- Phil Collins
- Pimpinela
- Platón
- Rafael Farina
- Richard Clayderman
- Roberto Carlos
- Roberto Santamaría
- Rosa Valenty
- Rosario Flores
- Rumba Tres
- Salomé
- Sandro Giacobbe
- Sara Montiel
- Serafín Zubiri
- Sergio Dalma
- Silvia Pantoja
- Simone
- Los Panchos
- Víctor Manuel

## Esto es espectáculo
L'èxit no va acompanyar a aquesta nova marxa de Galas del sábado i una temporada més tard, el 4 de novembre de 1994, l'espai va passar a dir-se Esto es espectáculo presentat per Bárbara Rey acompanyada de Ramón García en un primer moment i per Manuel Bandera des de gener de 1995 i en la segona temporada, des del 10 de novembre de 1995, per Luis Lorenzo Crespo. Si bé la presentadora va entendre necessari aclarir expressament que Esto es espectáculo no susbstitueix Noches de gala, malgrat tenir un format molt similar, els programes compartien el mateix format, decorat i estil: humor i música, amb especial preferència cap a la cançó espanyola.
El programa, a més de comptar amb l'humor habitual de Pepe Viyuela, Manolo de Vega, Pedro Reyes i Félix El Gato, va convidar, entre altres als següents artistes:
- Alejandra Guzmán
- Alejandro Abad
- Alejandro Sanz
- Ana del Río
- Anabel Conde
- Anthony Blake
- Antonio Flores
- Antoñita Moreno
- Arévalo
- Aurora
- Azuquita
- Bambino
- Betty Missiego
- Bonnie Tyler
- Calaitos
- Camela
- Camino Real
- Carlos Cano
- Carmen Flores
- Carmen Romero
- Celia Cruz
- Chiquetete
- Christina Rosenvinge
- Cómplices
- Conchita Bautista
- Demis Roussos
- Dolores Abril
- Donato y Estéfano
- Donato y Estéfano
- Eduardo Palomo
- El Consorcio
- El Fary
- Eloy Arenas
- Enrique de Melchor
- Enrique del Pozo
- Enrique Guzmán
- Enrique Iglesias
- Enya
- Eternal
- Eva Santamaría
- Fedra Lorente
- Felipe Campuzano
- Francisco
- Garibaldi
- Gerardo Núñez
- Gloria Lasso
- Gracia Montes
- Greta y los Garbo
- Jenny Llada
- Joaquín Sabina
- José Guardiola
- José Luis Perales
- José Meneses
- José Vélez
- Juan Bau
- Juan Pardo
- Juanito Valderrama
- Kelly Family
- Ketama
- La Charanga Habanera
- La Chunga
- La Década Prodigiosa
- La Guardia
- La Niña de la Puebla
- La Orquesta Mondragón
- Laura Pausini
- Lilián de Celis
- Lolita Flores
- Lolita Sevilla
- Lorenzo González
- Lorenzo Santamaría
- Los Chichos
- Los Chunguitos
- Los del Río
- Los Ronaldos
- Los Ronaldos
- Los Tres Sudamericanos
- Lucía Méndez
- Lucrecia
- Lucrecia
- Luis Aguilé
- Macarena del Río
- Manolo Escobar
- Manolo Vieira
- Manzanita
- Marco Masini
- Mari Trini
- María del Monte
- María José Santiago
- Marián Conde
- Marianico el Corto
- Marianico el Corto
- Marifé de Triana
- Marlène Mourreau
- Marta Sánchez
- Marujita Díaz
- Mayte Martín
- Medina Azahara
- Mercedes Ferrer
- Michael Bolton
- Miguel Bosé
- Miguel Gila
- Mikel Herzog
- Mísia
- Nana Mouskouri
- Nati Mistral
- Nicola di Bari
- Nina Agustí
- Niña Pastori
- Norma Duval
- Ocarina
- Olga Ramos
- Pablo Abraira
- Paco Aguilar
- Paco de Lucía
- Paquita la del Barrio
- Paquita Rico
- Parrita
- Pastora Soler
- Pedro Guerra
- Pedro Reyes
- Percy Sledge
- Perlita de Huelva
- Presuntos Implicados
- Rafael Farina
- Raphael
- Raphael
- Raúl Di Blasio
- Rita Pavone
- Rosa Valenty
- Sally O'Neil
- Salvatore Adamo
- Sandro Giacobbe
- Sara Montiel
- Sara Sanders
- Serafín Zubiri
- Sergio Dalma
- The Kelly Family
- Tijeritas
- Tina Turner
- Tom Jones
- Tonino
- Vicente Amigo